# Osmanen Germania
Die Osmanen Germania (auch Osmanen Germania BC, kurz OGBC) waren eine türkisch-nationalistische, rockerähnliche Gruppierung mit Schwerpunkt in Deutschland. Der Verein und seine Teilorganisationen wurden im Juli 2018 in Deutschland verboten.
Der Zusammenschluss soll finanziell von der türkischen Regierungspartei AKP unterstützt werden. Ermittler deutscher Sicherheitsbehörden werfen den Osmanen Germania Übergriffe und gewalttätige Einschüchterungen gegen links eingestellte Türken, kurdische Kritiker von Präsident Erdoğan und die Gülen-Bewegung vor. Ihre Aktivitäten werden der organisierten Kriminalität zugerechnet. Laut der Bundestagsabgeordneten Ulla Jelpke (Die Linke) traten Mitglieder der Osmanen als Ordner auf Demonstrationen der rechtsextremen Grauen Wölfe auf. Hinzu kamen zahlreiche gewalttätige Auseinandersetzungen mit der ebenfalls rockerähnlich strukturierten, kurdisch geprägten Bahoz.

## Geschichte
Nach eigenen Angaben wurde der Club im April 2015 von Türkischstämmigen gegründet und galt als eine der am schnellsten wachsenden Gruppierungen im deutschen Rockermilieu. Nach Erkenntnissen des Landeskriminalamtes Niedersachsen wurde er Ende 2014 in Frankfurt am Main gegründet und teilte sich im Mai 2015 in den Osmanen BC Frankfurt und den Osmanen Germania BC Rodgau. Als Gründungspräsidenten fungieren der Boxer Mehmet Bağcı und der Ex-Hells-Angel Selçuk „Can“ Şahin. Anschließend expandierte er bundes- und europaweit unter dem Namen Osmanen Germania BC. Trotz der Eigenbezeichnung als Boxclub (BC) konnte keine über die Aktivitäten vergleichbarer Gruppierungen hinausgehende Affinität zum Boxsport beobachtet werden.
Bei einer Razzia gegen die Osmanen Germania im April 2016 nahm die Polizei in Nordrhein-Westfalen sieben Personen vorläufig fest. Weitere Durchsuchungen fanden in Essen, Dinslaken, Düsseldorf, Solingen und Kerpen statt.
Am 16. August 2016 nahm die saarländische Polizei den wegen Drogenhandels gesuchten Vizepräsidenten der Rockergruppe Osmanen Germania fest.
Am 23. Oktober 2016 trafen sich Hunderte Anhänger der Osmanen im hessischen Dietzenbach zu einem World Meeting. An diesem Treffen soll auch der ehemalige Guantánamo-Häftling Murat Kurnaz teilgenommen haben; er sollte angeworben werden.
Im November 2016 kam es gleichzeitig in sechs Bundesländern zu einer Großrazzia gegen den Club, an der mehr als etwa tausend Beamte beteiligt waren. Mehrere Personen wurden festgenommen, zudem wurden unter anderem Speichermedien, Schusswaffen und Munition sichergestellt. Bei den Verhafteten soll es sich unter anderem um Tatverdächtige eines Handgranaten-Anschlages auf eine Shisha-Bar in Saarbrücken handeln. Dieser Anschlag fand im August 2016 statt und steht im Zusammenhang mit dem Konflikt zwischen den Osmanen und den kurdischen Bahoz. Im Zusammenhang mit demselben Konflikt kam es ebenfalls im November 2016 in Ludwigsburg und Stuttgart zu mehreren Brandanschlägen auf Autos und Drohungen seitens der kurdischen Rivalen. In der Folge kam es im März 2017 in Hessen und anderen Bundesländern zu einer weiteren Razzia, bei der Geschäftsräume von zwei Firmen und Wohnräume durchsucht wurden. Grund waren Ermittlungen wegen Geldwäsche, Urkundenfälschung, Erpressung und Verstoßes gegen das Betäubungsmittelgesetz.
Ebenfalls im Jahr 2016 beauftragte die Union Europäisch-Türkischer Demokraten (UETD) die Osmanen Germania, Jan Böhmermann auszuspionieren und eine Bestrafungsaktion durchzuführen für ein Schmähgedicht gegen Recep Tayip Erdogan. Ermittler hörten dementsprechende Telefonate ab und warnten Böhmermann daraufhin.
Am 27. Juni 2017 wurden bei einer Razzia fünf Mitglieder der Rockergruppe Osmanen Germania BC festgenommen. In Baden-Württemberg, Hessen und Nordrhein-Westfalen wurden Wohnungen, Geschäftsräume und Fahrzeuge durchsucht.
Im Juli 2017 berichtete Stern TV über einen als „Cebo“ bezeichneten Wuppertaler Aussteiger der Osmanen Germania. Dieser berichtete von zahlreichen kriminellen Aktivitäten wie auch von Mordaufträgen gegen ihn selbst.
Am 13. März 2018 gingen Behörden mit koordinierten Hausdurchsuchungen in Nordrhein-Westfalen, Baden-Württemberg und Hessen gegen die Gruppe vor. Es bestehe der „dringende Verdacht, dass Zweck und Tätigkeit des Vereins ‚Osmanen Germania BC‘ den Strafgesetzen zuwiderlaufen“, teilte das Bundesinnenministerium mit. In Nordrhein-Westfalen wurden 41 Objekte, teilweise mit Spezialkräften, und in Hessen zehn Objekte durchsucht. Laut einem Pressebericht der Stuttgarter Nachrichten wurden in Baden-Württemberg auch Räume in den Justizvollzugsanstalten Offenburg und Stuttgart-Stammheim durchsucht, weil dort die Anführer der Osmanen Germania in Untersuchungshaft säßen.
Am 26. März 2018 begann vor dem Landgericht Stuttgart ein Prozess gegen acht Mitglieder der Gruppierung, darunter die in Untersuchungshaft sitzenden Gründer Mehmet Bağcı und Selçuk Şahin. Ihnen wird u. a. versuchter Mord, versuchter Totschlag und Menschenhandel in insgesamt 17 Fällen vorgeworfen. Das Landeskriminalamt Baden-Württemberg hatte zuvor die Sonderkommission Meteor gegründet und innerhalb eines Jahres in 120 Verfahren gegen Gruppenmitglieder ermittelt.
Am 10. Juli 2018 hat Bundesinnenminister Horst Seehofer den Verein Osmanen Germania BC einschließlich der Teilorganisationen verboten und jede Tätigkeit untersagt. Das Verbot nach dem Vereinsgesetz ist dem Ministerium zufolge erfolgt, da Zweck und Tätigkeit des Vereins den Strafgesetzen zuwiderliefen und eine schwerwiegende Gefährdung für individuelle Rechtsgüter und die Allgemeinheit vom Verein ausging.

## Struktur und Netzwerk
Anfang 2016 hatte der Club 20 „Chapters“. Davon bestanden neun in Nordrhein-Westfalen in Aachen, Bielefeld, Bochum, Dortmund, Düsseldorf, Duisburg, Essen, Köln und Münster. Nach eigenen Veröffentlichungen haben die Osmanen Germania in Deutschland 2.500, weltweit 3.500 Mitglieder. Der Club baute nicht nur in Deutschland, sondern auch in der Türkei, in Österreich, in der Schweiz und in Schweden Strukturen auf.
Laut Meldungen von Ende 2015 besteht ein Pakt mit den türkischen Hells Angels MC Turkey Nomads um Necati Arabaci. Niedersächsische Ermittlungsbehörden vermuteten, der Club wolle Marktanteile an den illegalen Geschäften der Hells Angels übernehmen.

## Nähe zur türkischen Regierung
Der Publizist Jürgen Roth schrieb 2016, dass die Osmanen Germania neben dem Kontakt zu den rechtsextremen Grauen Wölfen auch enge Kontakte zur türkischen Regierungspartei AKP haben.
Die nordrhein-westfälische Landesregierung geht von einer Zusammenarbeit der Rockergruppe mit türkischen Sicherheitsbehörden aus. Innenminister Herbert Reul (CDU) führte in einem Bericht für die Sitzung des Landtags-Innenausschusses am 19. Oktober 2017 aus, von den türkischen Behörden würden „die Aktivitäten der Osmanen Germania BC in Deutschland als ‚Terrorbekämpfung‘ bewertet – also gegen die Arbeiterpartei Kurdistans (PKK), linksextremistische Türken und die Gülen-Bewegung gerichtet – und […] unterstützt“. Zudem bestünden „Kontakte zwischen den Führern der Osmanen Germania und Vertretern der AKP sowie Beratern von Staatspräsident Erdogan“.
Recherchen der Stuttgarter Zeitung und des ZDF-Magazins Frontal21 zufolge soll es Geldtransfers aus AKP-Kreisen an die Gruppierung gegeben haben. Diese sollen unter anderem für die Beschaffung vollautomatischer Schusswaffen benutzt worden sein. Abhör- und Observationsprotokollen zufolge hat der AKP-Abgeordnete Metin Külünk mehrmals an Führungsmitglieder der Osmanen Geld übergeben.
Die Ermittler sollen zudem auch Erkenntnisse über Absprachen (in Form eines Telefonates) zwischen Külünk, Außenminister Mevlüt Çavuşoğlu und Erdoğan haben, wonach Erdoğan im Zuge der Bundestagsresolution zum Völkermord an den Armeniern der Gruppierung Proteste anordnete.
In einem Enthüllungsvideo thematisierte Sedat Peker die Finanzierung der Gruppe und deren enge Verbindungen zur türkischen Regierung.